# Stunts Canada
Stunts Canada es una asociación canadiense que provee a las industrias del cine y la TV con dobles de cine, coordinadores de dobles, segunda unidad de directores, y actores de acción. No siendo una corporación ni una unión, Stunts Canada representa a un grupo de profesionales individuales, creada para apoyar a sus miembros y ayudar a la industria cinematográfica.
Fundado en 1970, en Vancouver, Columbia Británica, es la asociación más vieja y más grande de su género en Canadá.

## Historia
Esta asociación fue fundada en el año 1970.

## Miembros
- Ken Kirzinger
- Brad Loree
- James Bamford
- Doug Chapman
- Lauro Chartrand
- Corry Glass
- Tom Glass
- Ernest Jackson
- David Jacox
- J.J. Makaro
- Mike Mitchell
- Jacob Rupp
- Melissa R. Stubbs
- Angela Uyeda
- Mike Vezina
- Danny Virtue

## Colaboraciones
A continuación una lista de las principales colaboraciones de Stunts Canada en películas y series de TV:
- Battlestar Galactica
- Fantastic Four
- Jumanji
- K2
- Final Destination 3
- Scooby-Doo 2
- Shanghai Noon